# Annette K. Olesen
Pour les articles homonymes, voir Olesen.
Annette K. Olesen, née le 20 novembre 1965, est une réalisatrice et scénariste danoise.
Trois de ses films ont été nommés pour l'Ours d'or, Minor Mishaps, In Your Hands et Little Soldier, qui ont tous été présentés en avant-première à la Berlinale.

## Filmographie partielle

### Au cinéma
- 1993 : Julies Balkon
- 1997 : Tifanfaya
- 2002 : Minor Mishaps (Små ulykker)
- 2004 : In Your Hands (Forbrydelser)
- 2006 : 1:1
- 2007 : 45 cm
- 2008 : Lille soldat
- 2013 : Skytten

### À la télévision
- 2000 : Find dig selv (téléfilm)
- 2000 : Bånd på livet (téléfilm)
- 2010 : Borgen, une femme au pouvoir (série télévisée)
- 2014 : Bankerot (série télévisée)